# نيها خان
نيها خان (بالإنجليزية: Neha Khan)‏ هي عارضة وممثلة هندية، ولدت في 13 أغسطس 1995 في أمرافاتي في الهند.

## وصلات خارجية
- نيها خان على موقع IMDb (الإنجليزية)